# Heilig Hartbeeld (Sterksel)
Het Heilig Hartbeeld is een standbeeld in de Nederlandse plaats Sterksel, in de provincie Noord-Brabant.

## Achtergrond
In 1927 werd de Catharina van Alexandriëkerk in gebruik genomen. Rond 1955 werd door beeldhouwer Albert Meertens een  Heilig Hartbeeld gemaakt dat naast de kerk werd geplaatst. Het werd gebakken bij het Atelier St. Joris in Beesel.

## Beschrijving
Het keramieken beeld toont een staande Christusfiguur, gekleed in gedrapeerd gewaad. Hij houdt zijn rechterhand zegenend opgeheven, zijn linkerhand wijst naar het vlammende Heilig Hart op zijn borst. Het staat op een vierkante getrapte, bakstenen sokkel, waarop een plaquette is aangebracht met het opschrift 

STERKSEL
AAN ZIJN
KONING